# 小出寛治
小出 寛治（こいで かんじ、1945年5月22日 - ）は、日本の実業家。NTTグループの要職を歴任した。

## 経歴・人物
長崎県出身。1968年東京大学法学部卒業後、日本電信電話公社に入社。1997年日本電信電話取締役を経て、2002年西日本電信電話副社長、2003年NTTデータ副社長、2005年NTTリース（後にNTTファイナンス）社長に就任。2007年にイーバンク銀行との業務提携を行った。2009年、同社取締役相談役に退いた。2014年度電気通信協会賞受賞。

## 略歴
- 1968年4月 - 日本電信電話公社 入社
- 1994年7月 - 同社法人営業本部企画部長
- 1995年6月 - 同社理事 営業企画部長
- 1997年6月 - 同社取締役 営業企画部長
- 1999年1月 - 同社取締役 企画部長
- 1999年7月 - 同社取締役 第一部門長
- 2002年6月 - 西日本電信電話代表取締役副社長
- 2003年6月 - NTTデータ代表取締役副社長
- 2005年6月 - NTTリース（現：NTTファイナンス）代表取締役社長
- 2009年6月 - NTTファイナンス取締役相談役
- 2010年6月 - スカパーJSATホールディングス取締役
- 2013年6月 - 同退任